# Babka (Dolina Będkowska)

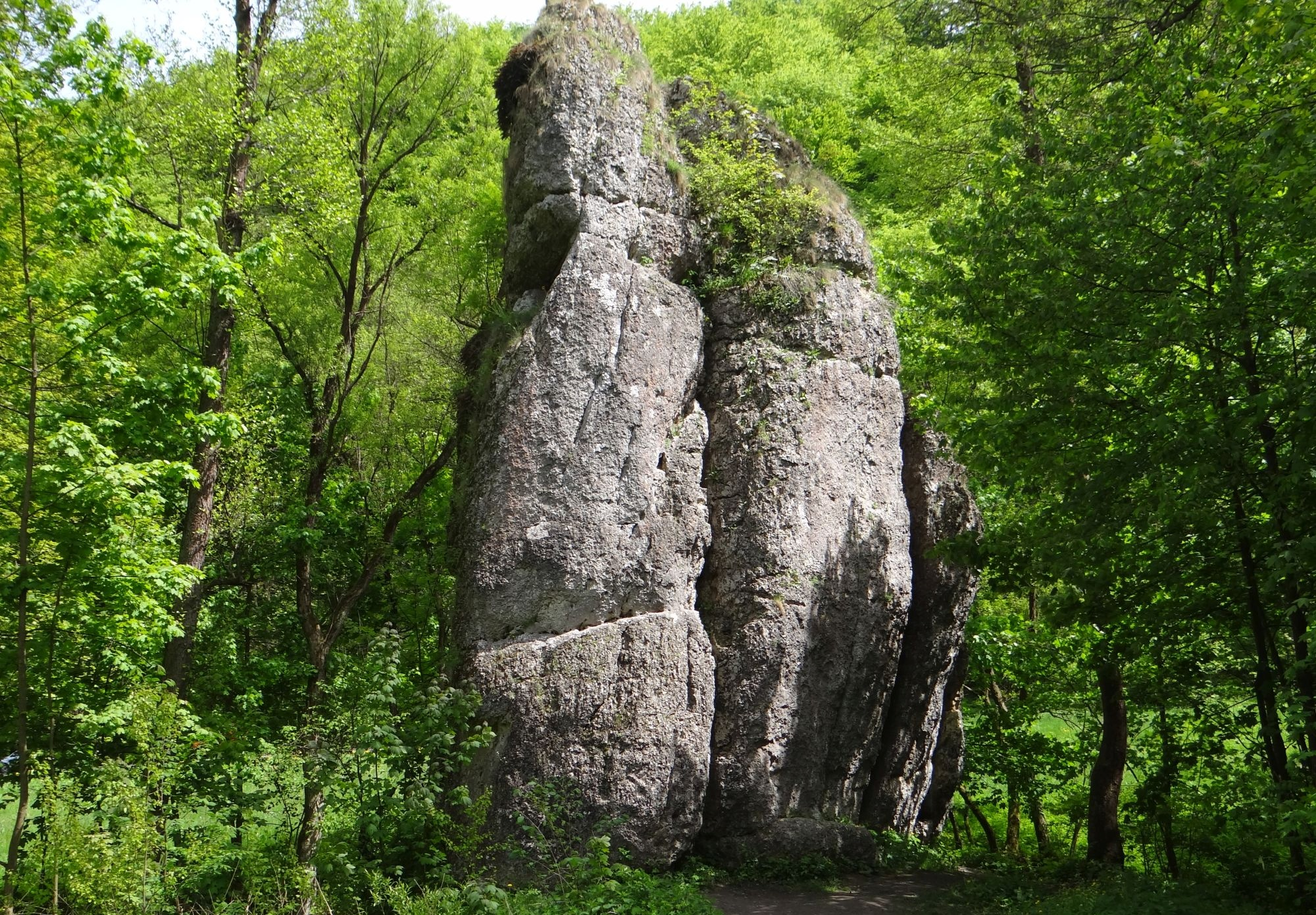
Babka od północnego zachodu

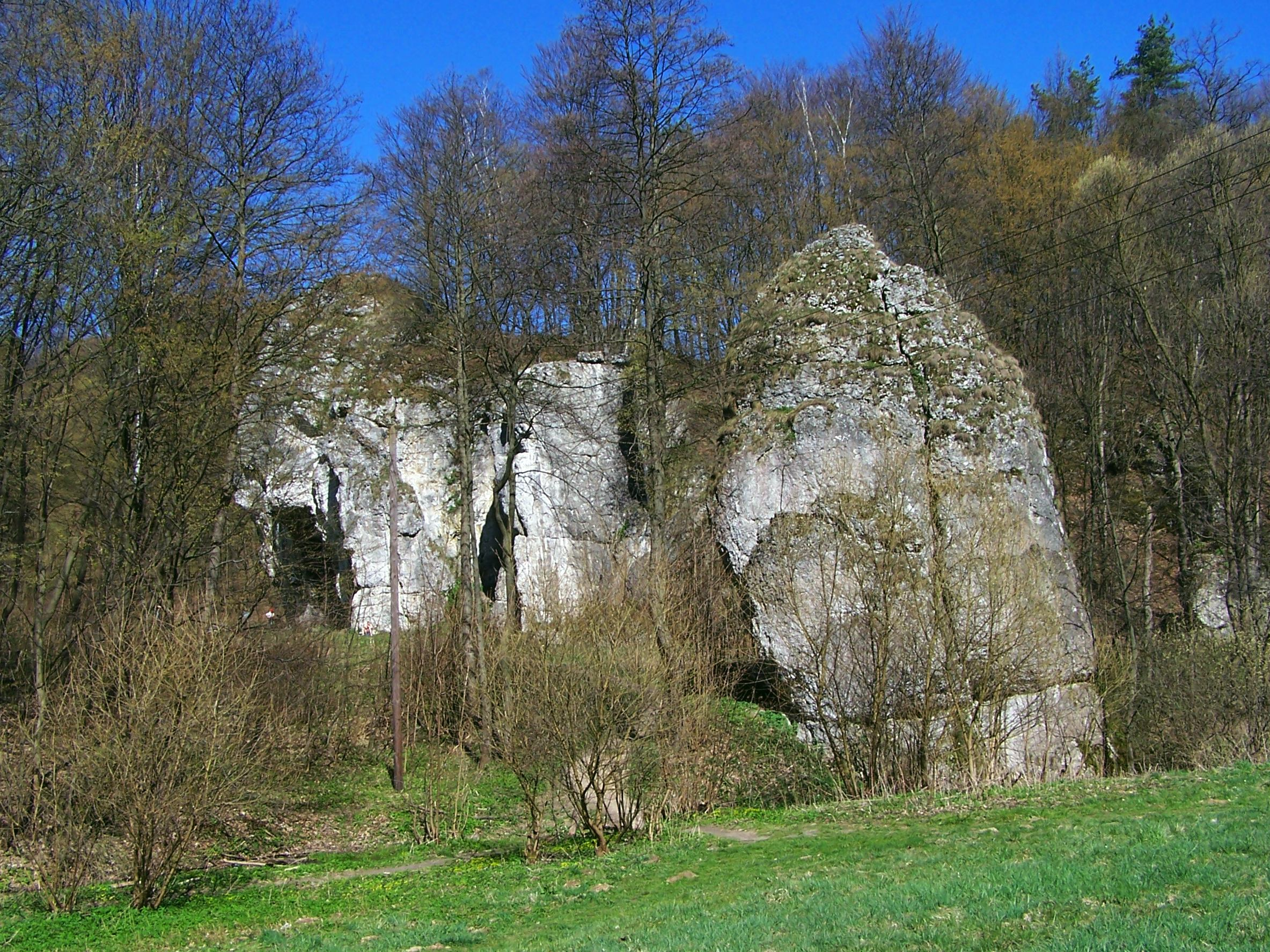
Dupa Słonia (po lewej) i Babka (po prawej)

Babka – skała w Dolinie Będkowskiej na Wyżynie Krakowsko-Częstochowskiej. Pod względem administracyjnym należy do wsi Łazy w województwie małopolskim, w powiecie krakowskim, w gminie Jerzmanowice-Przeginia. Skała znajduje się w środkowej części Doliny Będkowskiej, przy Brandysowej Polanie na rozszerzeniu dna bocznego wąwozu łączącego się z dnem doliny po orograficznie prawej stronie potoku Będkówka. Na mapie Geoportalu opisana jest jako Baba.

## Opis
Babka wraz z Dupą Słonia i Lipczyńską tworzą popularny kompleks skał wspinaczkowych. Babka znajduje się tuż po wschodniej stronie Dupy Słonia. Zbudowana jest z wapieni. Ma wysokość 10 m, ściany połogie, pionowe i składa się z trzech pionowych skalnych słupów. Jest na niej 5 dróg wspinaczkowych i 8 projektów. Przez wpinaczy skalnych opisywane są jako:
- Babka I (strona północno-zachodnia): 7 dróg o trudności IV+ – VI.2+ w skali Kurtyki.
- Babka II (strona południowa): 1 droga o trudności IV (z asekuracją),
- Babka III: 4 drogi (projektowane)[1].

## Drogi wspinaczkowe
Niektóre drogi mają zamontowane stałe punkty asekuracyjne: ringi (r), stanowisko zjazdowe.

Babka I
1. Projekt: 4r + st, 10 m
2. Projekt: 4r + st, 10 m
3. Górka-Łapiński; IV, 3r + st, 8 m
4. Projekt; 4r + st, 10 m
5. Hakowa rysa; VI.2+, 4r + st, 8 m
6. Górka-; V+, 8 m
7. Grań Babki; IV

Babka II
1. Rysa Babińskich; IV, 10 m

Babka III
1. Projekt; 3r + st, 8 m
2. Projekt; 4r + st, 10 m
3. Projekt; 4r + st, 10 m
4. Projekt; 4r + st[1].